# Wochenblatt (Kanarische Inseln)
Das Wochenblatt ist eine deutschsprachige Zeitung auf den Kanarischen Inseln.
Es wurde 1981, zunächst unter dem Titel „Wochenspiegel“, von Hannelore Lindner und Teresa von Levetzow gegründet und erscheint im Winter zweimal, im Sommer einmal pro Monat auf den Inseln Teneriffa, Gran Canaria, Fuerteventura, Lanzarote, La Palma, El Hierro und La Gomera. Im Jahr 2005 wurde die Zeitung in „Wochenblatt“ umbenannt. Zum 1. Oktober 2022 wurde die Zeitung zunächst eingestellt. Am 15. Juni 2023 wurde die Herausgabe der Zeitung unter neuer Direktion wieder aufgenommen.
Die Zeitung hat einen Umfang von 48 oder 56 Seiten und informiert über das Inselgeschehen. Außerdem gibt es einen Überblick über Veranstaltungen und Kultur auf den Inseln.
Das Wochenblatt wird auf den Kanaren im Zeitungsvertrieb in Kiosken, Flughäfen und Supermärkten verkauft. Außerdem erhalten Abonnenten in Europa die Zeitung zugestellt. Auch ein Bezug als epaper ist möglich.